# Torneo Apertura 2024 Segunda División (Guatemala)
El Torneo Apertura 2024 fue el primer torneo de la Temporada 2024−25 de la Segunda División de Guatemala, la tercera categoría del fútbol guatemalteco.
Aguacatán FC y Nueva Santa Rosa CDF, los dos finalistas del torneo clasificaron a las series de ascenso 2025, para definir a los 3 ascendidos a Primera División. 

## Sistema de competencia
La asamblea de equipos acordó un cambio de formato para la temporada 2023−24, dividiendo a los 40 equipos en 4 grupos de 10 en lugar de 5 grupos de 8 equipos, aumentando las 14 fechas a 18 y los 280 partidos a 360. Este formato se mantuvo para la temporada 2024-25.
El torneo se divide en dos fases:
- Fase de clasificación: 18 fechas de 20 partidos (360 partidos totales)
- Fase final: 28 partidos (desde octavos de final hasta las series finales)

### Fase de clasificación
Los 40 equipos participantes son divididos en 4 grupos de 10 equipos a razón de proximidad geográfica. Durante esta fase, cada equipo juega a visita recíproca contra sus otros 9 rivales de grupo, para un total de 18 fechas. Tras finalizar las 18 fechas regulares, los equipos son ordenados según la cantidad de puntos obtenidos (3 por victoria, 1 por empate y 0 por derrota), utilizando el diferencial de goles y los goles anotados como criterios de desempate. Los cuatro mejores equipos clasifican a la fase final por el título.

### Fase final
Los 16 equipos clasificados se ordenan según los puntos obtenidos en la fase de clasificación, enfrentándose a visita recíproca de la siguiente manera:
- 1° vs. 16°
- 2° vs. 15°
- 3° vs. 14°
- 4° vs. 13°
- 5° vs. 12°
- 6° vs. 11°
- 7° vs. 10°
- 8° vs. 9°

Los equipos ganadores de las series serán aquellos que anoten más goles en los dos partidos correspondientes. Tras haberse definido los 8 clasificados, los cuartos de final se jugarán a visita recíproca, enfrentando a los equipos de modo que:
- 1.° mejor clasificado vs 8.° mejor clasificado
- 2.° mejor clasificado vs 7.° mejor clasificado
- 3.° mejor clasificado vs 6.° mejor clasificado
- 4.° mejor clasificado vs 5.° mejor clasificado

Tras finalizados los dos enfrentamientos, los equipos ganadores de las series se enfrentan en la ronda semifinal a partido único en una sede equidistante a la localía de los equipos a enfrentar; lo anterior responde a que los equipos clasificados a la final también clasificarán a las series de ascenso. El orden de los enfrentamientos se define de modo que:
- 1.° mejor clasificado vs 4.° mejor clasificado
- 2.° mejor clasificado vs 3.° mejor clasificado

Los equipos ganadores clasificarán a la final y a las series de ascenso. Asimismo, el equipo que gane la final entre los ganadores de las dos semifinales será nombrado campeón de liga.

### Series de ascenso
Los finalistas del Torneo Apertura y el Torneo Clausura se enfrentarán a un partido en sede neutral de la siguiente forma:
- Campeón del Apertura vs Subcampeón del Clausura
- Campeón del Clausura vs Subcampeón del Apertura

Los dos equipos ganadores de estas series ascenderán a Primera División. Mientras tanto, los equipos perdedores se enfrentarán en otro duelo en sede neutral para definir el tercer ascenso.

## Participantes

### Cambios en los equipos
| Pos.   | Descendidos desde la Primera División 2023-24 |
| ------ | --------------------------------------------- |
| Fich.  | Cuilapa                                       |
| Fich.  | Heredia                                       |
| 10°. B | Fraijanes                                     |
| 10.º A | Sololá                                        |

| Pos.  | Ascendidos a la Primera División 2024-25 |
| ----- | ---------------------------------------- |
| PO1   | La Libertad                              |
| PO1   | Pajapita                                 |
| PO2   | AFF Guatemala                            |
| Prom. | Gualán                                   |
| Fich. | Chiquimulilla                            |

| Pos.  | Ascendidos desde la Tercera División 2022−23 |
| ----- | -------------------------------------------- |
| C&F   | Juventud Teculuteca                          |
| Prom. | USAC                                         |
| Prom. | Sanjuaneros                                  |
| Prom. | Atlético Ariga                               |

| Pos. | Disuelto     |
| ---- | ------------ |
| 37.° | Bolivia      |
| 38.° | Malaca's     |
| 39.° | La Esperanza |
| 40.° | Villa Nueva  |

| Pos.  | Inscritos tras compra de derechos deportivos |
| ----- | -------------------------------------------- |
| Ficha | Chichicasteco                                |
| Ficha | Creación                                     |

### Información
| Grupo A              | Grupo A                     | Grupo A                            |
| Equipo               | Ciudad                      | Estadio                            |
| -------------------- | --------------------------- | ---------------------------------- |
| Carchá               | San Pedro Carchá            | Juan Ramón Ponce Guay              |
| Heredia              | Livingston                  | Roy Fearon                         |
| Izabal JC            | Puerto Barrios              | Roy Fearon                         |
| Juventud Teculuteca  | Teculután                   | Julio Héctor Paz Castilla          |
| La Unión             | La Unión                    | J. Octavio Barillas                |
| San Jorge            | San Jorge                   | Municipal San Jorge                |
| Sanarate             | Sanarate                    | Municipal de Sanarate              |
| Santa Cruz           | Río Hondo                   | Hermanos Castellanos               |
| Santa Cruz AV        | Santa Cruz Verapaz          | Isaías García Morales              |
| Sayaxché             | Sayaxché                    | Municipal La Pasión                |
| Grupo B              |                             |                                    |
| Equipo               | Ciudad                      | Estadio                            |
| Atlético Ariga       | Ciudad de Guatemala         | Julio Armando Cóbar                |
| Cuilapa              | Cuilapa                     | Municipal de Cuilapa               |
| Fraijanes            | Fraijanes                   | Municipal de Fraijanes             |
| Ipala                | Ipala                       | Municipal Atlántida                |
| Jutiapa              | Jutiapa                     | El Cóndor                          |
| Nueva Santa Rosa     | Nueva Santa Rosa            | Pedro García Arredondo             |
| Palencia             | Palencia                    | Francisco Escobar Pérez            |
| Pueblo Nuevo Viñas   | Pueblo Nuevo Viñas          | Mario O. Mena                      |
| Tigres del Jumay     | Jalapa                      | Ingeniero Mario Estrada            |
| USAC                 | Ciudad de Guatemala         | Revolución                         |
| Grupo C              |                             |                                    |
| Equipo               | Ciudad                      | Estadio                            |
| Amatitlán            | Amatitlán                   | Guillermo Slowing                  |
| Chimaltenango        | Chimaltenango               | Municipal de Chimaltenango         |
| El Mazateco          | Mazatenango                 | La Bombonera                       |
| Juventud Mingueña    | Santo Domingo Suchitepéquez | Municipal David Herrera Mauricio   |
| Puerto San José      | San José                    | Vicente Arévalo                    |
| Rayados GT Escuintla | Escuintla                   | Armando Barillas                   |
| Sampedrano           | San Pedro La Laguna         | Bella Vista                        |
| San Pedro            | San Pedro La Laguna         | Bella Vista                        |
| Sanjuaneros          | San Juan Sacatepéquez       | Municipal San Juan Sacatepéquez    |
| Sistecom Gomera      | La Gomera                   | Pedro Coronado Campos              |
| Grupo D              |                             |                                    |
| Equipo               | Ciudad                      | Estadio                            |
| Aguacatán            | Aguacatán                   | David Herrera Mauricio             |
| América de Salcajá   | Salcajá                     | Panorama Adelso de León Amézquita  |
| Ayutla               | Ayutla Tecún Umán           | Tecún Umán                         |
| Barillas             | Santa Cruz Barillas         | Carlos Enrique Mérida Cardona      |
| Chiantla             | Chiantla                    | Buenos Aires                       |
| Chichicasteco        | Chichicastenango            | Tzocomá                            |
| Colomba              | Colomba Costa Cuca          | César Manuel Aguirre y Aguirre     |
| Creación FC          | Coatepeque                  | Doctor José Zacarías Antonio Rodas |
| Jacalteco            | Jacaltenango                | Filomeno Herrera                   |
| Sija                 | San Carlos Sija             | José Domingo Calderón Díaz         |

## Fase de clasificación[4]

### Grupo A
| Pos. | Equipos             | PJ | PG | PE | PP | GF | GC | Dif. | PTS | Clasificación |
| ---- | ------------------- | -- | -- | -- | -- | -- | -- | ---- | --- | ------------- |
| 1    | Heredia             | 18 | 10 | 5  | 3  | 34 | 15 | +19  | 35  | Fase final    |
| 2    | Juventud Teculuteca | 18 | 10 | 5  | 3  | 36 | 23 | +13  | 35  | Fase final    |
| 3    | Sanarate            | 18 | 8  | 8  | 2  | 23 | 13 | +10  | 32  | Fase final    |
| 4    | Carchá              | 18 | 9  | 4  | 5  | 31 | 16 | +15  | 31  | Fase final    |
| 5    | Sayaxché            | 18 | 6  | 8  | 4  | 32 | 22 | +10  | 26  |               |
| 6    | San Jorge           | 18 | 7  | 5  | 6  | 30 | 26 | +4   | 26  |               |
| 7    | La Unión            | 18 | 6  | 3  | 9  | 24 | 37 | -13  | 21  |               |
| 8    | Santa Cruz          | 18 | 4  | 4  | 10 | 24 | 39 | -15  | 16  |               |
| 9    | Santa Cruz AV       | 18 | 5  | 1  | 12 | 18 | 35 | -17  | 16  |               |
| 10   | Izabal JC           | 18 | 2  | 3  | 13 | 10 | 36 | -26  | 9   |               |

### Grupo B
| Pos. | Equipos            | PJ | PG | PE | PP | GF | GC | Dif. | PTS | Clasificación |
| ---- | ------------------ | -- | -- | -- | -- | -- | -- | ---- | --- | ------------- |
| 1    | Jutiapa            | 18 | 12 | 1  | 5  | 46 | 31 | +15  | 37  | Fase final    |
| 2    | Palencia           | 18 | 10 | 6  | 2  | 48 | 20 | +28  | 36  | Fase final    |
| 3    | Nueva Santa Rosa   | 18 | 10 | 3  | 5  | 31 | 18 | +13  | 33  | Fase final    |
| 4    | Pueblo Nuevo Viñas | 18 | 10 | 2  | 6  | 31 | 26 | +5   | 32  | Fase final    |
| 5    | Ipala              | 18 | 8  | 2  | 8  | 36 | 29 | +7   | 26  |               |
| 6    | Fraijanes          | 18 | 8  | 2  | 8  | 27 | 28 | -1   | 26  |               |
| 7    | USAC               | 18 | 6  | 3  | 9  | 25 | 30 | -5   | 21  |               |
| 8    | Atlético Ariga     | 18 | 6  | 3  | 9  | 32 | 33 | -1   | 21  |               |
| 9    | Tigres del Jumay   | 18 | 4  | 4  | 10 | 23 | 42 | -19  | 16  |               |
| 10   | Cuilapa            | 18 | 2  | 2  | 14 | 9  | 51 | -42  | 8   |               |

### Grupo C
| Pos. | Equipos              | PJ | PG | PE | PP | GF | GC | Dif. | PTS | Clasificación |
| ---- | -------------------- | -- | -- | -- | -- | -- | -- | ---- | --- | ------------- |
| 1    | Chimaltenango        | 18 | 11 | 1  | 6  | 29 | 21 | +8   | 34  | Fase final    |
| 2    | Amatitlán            | 18 | 10 | 3  | 5  | 31 | 28 | +3   | 33  | Fase final    |
| 3    | Juventud Mingueña    | 18 | 10 | 3  | 5  | 27 | 25 | +2   | 33  | Fase final    |
| 4    | Sistecom Gomera      | 18 | 9  | 1  | 8  | 27 | 20 | +7   | 28  | Fase final    |
| 5    | Sampedrano           | 18 | 9  | 1  | 8  | 19 | 20 | -1   | 28  |               |
| 6    | Puerto San José      | 18 | 7  | 5  | 6  | 24 | 22 | +2   | 26  |               |
| 7    | Sanjuaneros          | 18 | 8  | 2  | 8  | 26 | 27 | -1   | 26  |               |
| 8    | El Mazateco          | 18 | 7  | 4  | 7  | 35 | 31 | +4   | 25  |               |
| 9    | San Pedro            | 18 | 5  | 0  | 13 | 15 | 28 | -13  | 15  |               |
| 10   | Rayados GT Escuintla | 18 | 3  | 2  | 13 | 15 | 26 | -11  | 11  |               |

### Grupo D
| Pos. | Equipos            | PJ | PG | PE | PP | GF | GC | Dif. | PTS | Clasificación |
| ---- | ------------------ | -- | -- | -- | -- | -- | -- | ---- | --- | ------------- |
| 1    | Aguacatán          | 18 | 11 | 2  | 5  | 39 | 21 | +18  | 35  | Fase final    |
| 2    | Chichicasteco      | 18 | 11 | 2  | 5  | 24 | 16 | +8   | 35  | Fase final    |
| 3    | Jacalteco          | 18 | 10 | 4  | 4  | 36 | 20 | +16  | 34  | Fase final    |
| 4    | Barillas           | 18 | 9  | 5  | 4  | 29 | 16 | +13  | 32  | Fase final    |
| 5    | Colomba            | 18 | 9  | 5  | 4  | 39 | 31 | +8   | 32  |               |
| 6    | Ayutla             | 18 | 8  | 1  | 9  | 38 | 34 | +4   | 25  |               |
| 7    | América de Salcajá | 18 | 4  | 6  | 8  | 20 | 31 | -11  | 18  |               |
| 8    | Chiantla           | 18 | 5  | 2  | 11 | 19 | 28 | -9   | 17  |               |
| 9    | Sija               | 18 | 4  | 4  | 10 | 12 | 25 | -13  | 16  |               |
| 10   | Creación FC        | 18 | 1  | 5  | 12 | 11 | 45 | -34  | 8   |               |

## Fase final

### Octavos de final[5]
| Equipo 1            | Agr.       | Equipo 2           | Ida | Vuelta |
| ------------------- | ---------- | ------------------ | --- | ------ |
| Heredia             | 5–2        | Pueblo Nuevo Viñas | 0–1 | 5–1    |
| Palencia            | 3–2        | Sanarate           | 2–1 | 1–1    |
| Juventud Teculuteca | 3–6        | Nueva Santa Rosa   | 2–4 | 1–2    |
| Jutiapa             | 3–3 5-3 p. | Carchá             | 2–2 | 1–1    |
| Chimaltenango       | 4–2        | Barillas           | 0–2 | 4–0    |
| Chichicasteco       | 2–3        | Juventud Mingueña  | 0–2 | 2–1    |
| Jacalteco           | 2–4        | Amatitlán          | 1–4 | 1–0    |
| Aguacatán           | 4–1        | Puerto San José    | 0–1 | 4–0    |

### Cuartos de final[6]
| Equipo 1      | Agr.         | Equipo 2          | Ida | Vuelta |
| ------------- | ------------ | ----------------- | --- | ------ |
| Palencia      | 6–1          | Heredia           | 1–1 | 5–0    |
| Jutiapa       | 1–4          | Nueva Santa Rosa  | 0–2 | 1–2    |
| Chimaltenango | 3-3 (2-3) p. | Juventud Mingueña | 1–3 | 2–0    |
| Aguacatán     | 4–1          | Amatitlán         | 0–0 | 4–1    |

### Semifinales[7][8]
| Equipo 1  | Agr. | Equipo 2          | Ida | Vuelta |
| --------- | ---- | ----------------- | --- | ------ |
| Aguacatán | 3–1  | Juventud Mingueña | 0-1 | 3–0    |
| Palencia  | 2–3  | Nueva Santa Rosa  | 1–2 | 2–2    |

### Finales[9]
| Equipo 1  | Agr. | Equipo 2         | Ida | Vuelta |
| --------- | ---- | ---------------- | --- | ------ |
| Aguacatán | 3–2  | Nueva Santa Rosa | 0–2 | 3–0    |

#### Partidos
| Ida; 8 de diciembre de 2024 | Nueva Santa Rosa                             | 2:0 (0:0) | Aguacatán | Estadio Pedro García Arredondo, Nueva Santa Rosa |                            |
| 12:00 (UTC-6)               | Alexis Barrientos 55' · Heider Orantes 90+3' | Reporte   |           | Árbitro(s): Emanuel García                       | Árbitro(s): Emanuel García |

| Vuelta; 15 de diciembre de 2024 | Aguacatán                                | 3:0 (3:0) (Global 3:2) | Nueva Santa Rosa | Estadio David Herrera Mauricio, Aguacatán |                          |
| 14:30 (UTC-6)                   | Kenneth Mérida 13' · Marcos Torres 34' · | Reporte                |                  | Árbitro(s): Eddy Escobar                  | Árbitro(s): Eddy Escobar |

#### Campeón
|           |
|           |
| Aguacatán |